# Pterometra
Pterometra is een geslacht van haarsterren uit de familie Asterometridae.

## Soorten
- Pterometra magnipeda (A.H. Clark, 1911)
- Pterometra pulcherrima (A.H. Clark, 1909)
- Pterometra splendida (A.H. Clark, 1909)
- Pterometra trichopoda (A.H. Clark, 1908)
- Pterometra venusta A.H. Clark, 1912